# Neverwinter (MMORPG)
Neverwinter — багатокористувацька рольова відеогра, яка працює за моделлю Free-to-play. Створена Cryptic Studios і видана Beijing Perfect World 20 червня 2013 для Windows. Дія гри пов'язана з містом Невервінтер з серії Dungeons & Dragons. 
Початково гра планувалася як кросмедійна частина серії, куди також входитиме книжкова серія письменника-фантаста Роберта Сальваторе і настільна гра, випущеною Wizards of the Coast. Однак, 23 серпня 2010 року було оголошено, що Neverwinter буде самобутньою грою, що не входить в серію Neverwinter Nights. 

## Ігровий процес
Гра заснована на настільній рольовій грі Dungeons & Dragons, а саме модифікованій 4-й версії правил. Гравці мають вибір з восьми класичних класів персонажів, а також можуть створювати групи до п'яти ігрових персонажів, які можуть розвиватися до 70-го рівня. Відповідно до правил першоджерела, Neverwinter передбачає наявність сил зцілення (healing powers) і очок дії (action points). Останні реалізуються у спеціальній системі, що дозволяє накопичувати гравцеві під час битви достатню кількість очок дії для виконання особливих умінь. Гра має особливу систему створення користувацьких сюжетів і квестів під назвою «The Foundry».
В інтерв'ю виданню MaximumPC, операційний директор Cryptic Studios Джек Еммерт (Jack Emmert) пояснив таке: «Це не MMO в тому сенсі, що в ній немає областей з сотнями і тисячами гравців. Ви не будете битися за точки респауна. Всю гру пронизує міцна сюжетна лінія. Тобто це гра, більш пов'язана з сюжетом, близька до Dragon Age і Oblivion, якими ми слідували». 5 жовтня 2011 стало відомо, що Neverwinter змінює фінансову модель на free-to-play, що передбачає наявність особливих предметів та інших переваг, доступних за реальні гроші.
У грі присутні кілька ігрових валют — ZEN, які можна купити за реальні гроші (або за Астральні Діаманти в клієнті гри) і витратити в ігровому магазині; Астральні Діаманти (astral diamonds), які гравці отримують за виконання щоденних завдань і різних ігрових подій, і які використовуються для торгівлі на аукціоні; Золото, яке гравці отримують як нагороду за завдання і знаходять у переможених монстрів, необхідне для покупки витратних матеріалів (аптечки, матеріали для професій, зілля). Деякі товари з ZEN магазину можна купити в інших гравців на аукціоні за кристали.

### The Foundry
Однією з ключових особливостей Neverwinter є The Foundry — редактор, що дозволяє користувачам створювати найрізноманітніший контент: від місій в рамках вже існуючого ігрового світу, до нових ізольованих світів. Розробники активно підтримують користувача контент — у грі спеціальний пункт інтерфейсу, що дозволяє шукати подібні завдання, а також дошки оголошень спеціальні NPC, що інформують про завданнях поблизу.

## Сюжет

### Персонажі і сеттінг
Сеттінг гри охоплює період, коли місто Невервінтер захоплює хаос через раптове зникнення його Лорда (Lord of Neverwinter). Як сказано на сторінках роману Роберта Сальваторе Ґонтлґрім (Gauntlgrym), Магічна Чума (Чаклунський Мор) і Первісний Вогняний Елементали практично знищили місто. Решта жителів починають формувати фракції, що борються за панування в місті, оскільки небіжчики стали виходити з могил і нападати на «місто, яке вони називали домом».
На виставці E3 2011 був показаний трейлер, в якому були представлені численні фракції, велика армія скелетів — колишніх жителів Невервінтера; жінка-ліч, на ім'я Валіндра (Valindra) і синій драколіч очолили наступ скелетів на Невервінтер. Гравець розслідує ситуацію навколо Таємної Корони Невервінтера і намагається зрозуміти, що розшукують скелети та інші загадкові істоти.

### Історія
Ненадовго прийнявши свою колишню форму, Королева Лічів Валіндра атакує солдатів Нового Невервінтера, знову забудовуються землі навколо відновленого старого Невервінтера. Дії Валіндри є приводом для Битви, в якій, згідно трактирним пліткам зруйнованого міста Лускана, брали участь «Баррабус Сірий» (раніше відомий як Артеміс Ентрері) і Дріззт До'Урден. Кожен солдат розповідає свою історію про війну, поки один з них не пояснює, що атака Валіндри була вже готова захлинутися, коли з'явився синій дракон, ватажок в країні Тай, який допоміг Валіндрі сховатися. Солдат закінчує розповідь питанням про те, де будуть люди і що вони будуть робити, коли дракон нападе знову.
Поки тайці досягали своїх успіхів, нетерійці під командуванням некроманта Ідріс виявили втрачений артефакт Заупокійний дзвін і використовували його для згуртування союзу з правителями курганів Чорних Могильників, що дало їм достатньо сили для підняття армії мерців, щоб розорити область Берегу Мечів. Нетерійці повністю зруйнували село Грімхоллоу, що спонукало Лорда Дагулта Неверембера, Захисника Невервінтера та Відкритого Лорда Глибоководдя, відновити уламки Заупокійного дзвону і розбити нетерійців.
Водночас Трейвен Блекдаґґер, відомий капер і мародер від Берега Мечів до Невервінтера, якого вважали вбитим під час вибуху біля Гори Хотеноу, воскрес і знову почав мародерствувати. Організація «Арфіст» вирішила боротися з Блекдаґґером, посилаючи своїх агентів в його фортецю під час ранкових припливів і відпливів, щоб знизити загрозу від пірата-примари.

## Розробка
Atari придбала Cryptic Studios восени 2009 року. Наприкінці серпня 2010 року Atari оголосила, що гра Neverwinter, яка розробляється Cryptic Studios, вийде в кінці 2011 року. Було оголошено, що вихід гри буде поєднаний з великою кількістю продуктів, пов'язаних з Невервінтером: чотирма книгами (одна на той момент була видана), настільною грою для спільної гри і рольовою грою за правилами D&D, яка повинна вийти перед Neverwinter для підігрівання інтересу до останньої. У травні 2011 року Atari повідомила, що вона продає Cryptic Studios, але це ніяк не вплине на триваючу роботу над Neverwinter. Видання Gamasutra повідомило, що розробка буде йти нормально принаймні деякий час.
Вперше гра була представлена широкій публіці на E3 2011, де були також розкриті деякі подробиці. Через те, що Cryptic Studios була куплена Perfect World, вихід гри був перенесений на 2012 рік. Також у Atari були придбані права на видання Neverwinter, що збіглося із закінченням судової тяжби між Atari і Wizards of the Coast щодо ліцензії на Dungeons & Dragons. 5 жовтня 2011 Beijing Perfect World оголосила., Що гра Neverwinter вийде в жанрі MMORPG з моделлю free-to-play, а не в жанрі спільної багатокористувацької гри, як було анонсовано раніше. Через це терміни виходу гри були зрушені на кінець 2012 року. Пізніше Perfect World зрушила вихід гри на 2013 рік, щоб «відполірувати» гру до кінця.